# Tamuín (kommun)
Tamuín är en kommun i Mexiko.   Den ligger i delstaten San Luis Potosí, i den centrala delen av landet, 300 km norr om huvudstaden Mexico City.
Följande samhällen finns i Tamuín:
- Tamuín
- Santa Martha
- Ejido los Huastecos
- Nueva Primavera
- Estación Tamuín
- Nuevo Ahuacatitla
- El Centinela
- Emiliano Zapata
- Nuevo Aquismón
- El Carrizo
- Luis Donaldo Colosio
- Manuel Ávila Camacho
- San José de Limón
- Venustiano Carranza
- Tamante
- Ejido Graciano Sánchez
- El Palmar